# ملة خرغ (تشغابور)
ملة خرغ (بالفارسية: مله خرگ) هي قرية تقع في إيران في قسم تشغابور الريفي. يقدر عدد سكانها بـ 0 نسمة بحسب إحصاء 2016.